# Simon Brenner (giocatore di football americano)
Simon Brenner (24 settembre 1984) è un ex giocatore di football americano tedesco che ha giocato come linebacker.
Anche i suoi fratelli Felix e Johannes hanno giocato a football americano.

## Palmarès
- 1 Europeo (2010)
- 2 CEFL Bowl (Schwäbisch Hall Unicorns, 2021[1], 2022[1])
- 5 German Bowl (Schwäbisch Hall Unicorns, 2011, 2012, 2017, 2018, 2022[1])